# Gastrophora henricaria

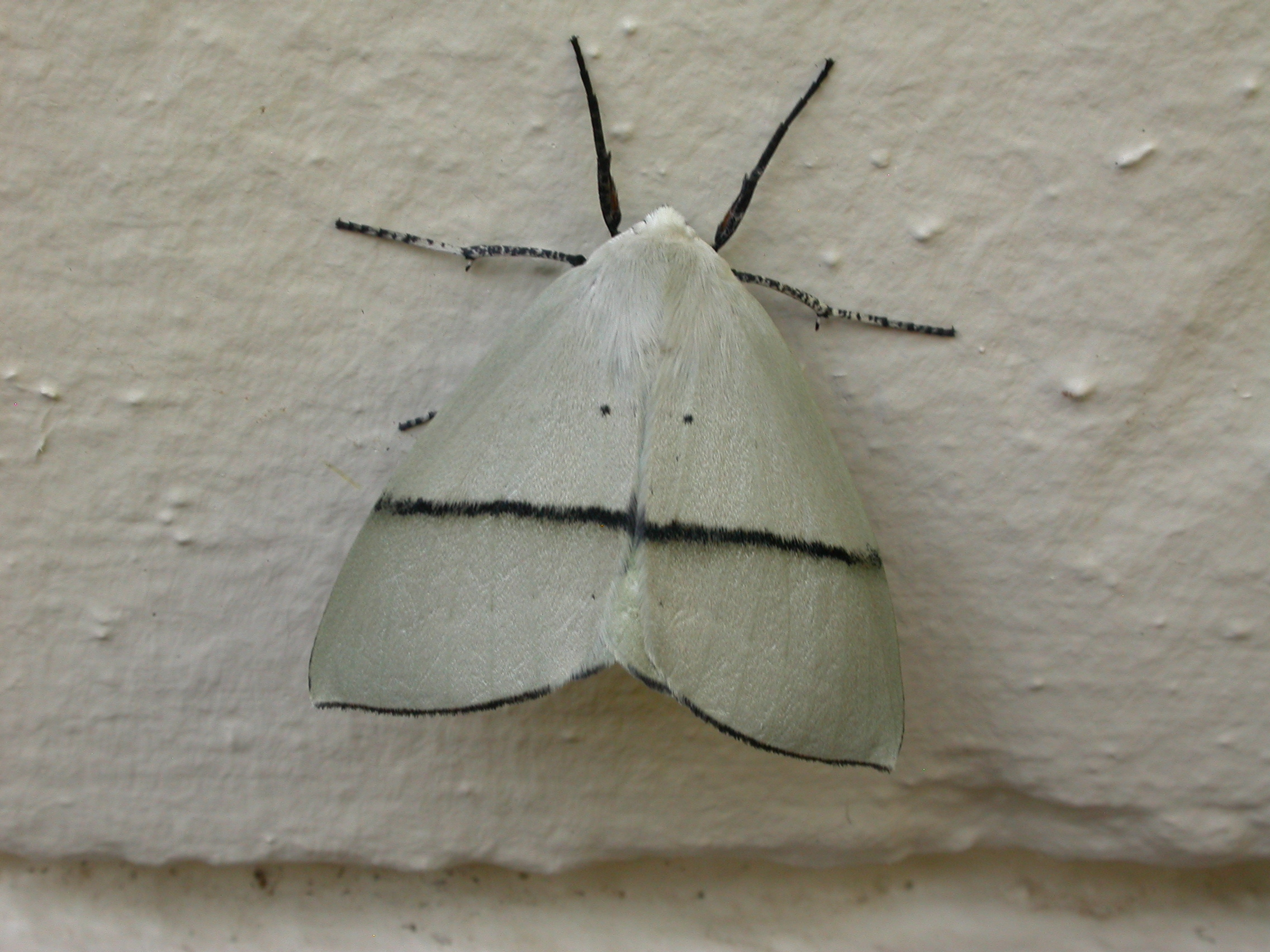
Männchen in Ruhestellung

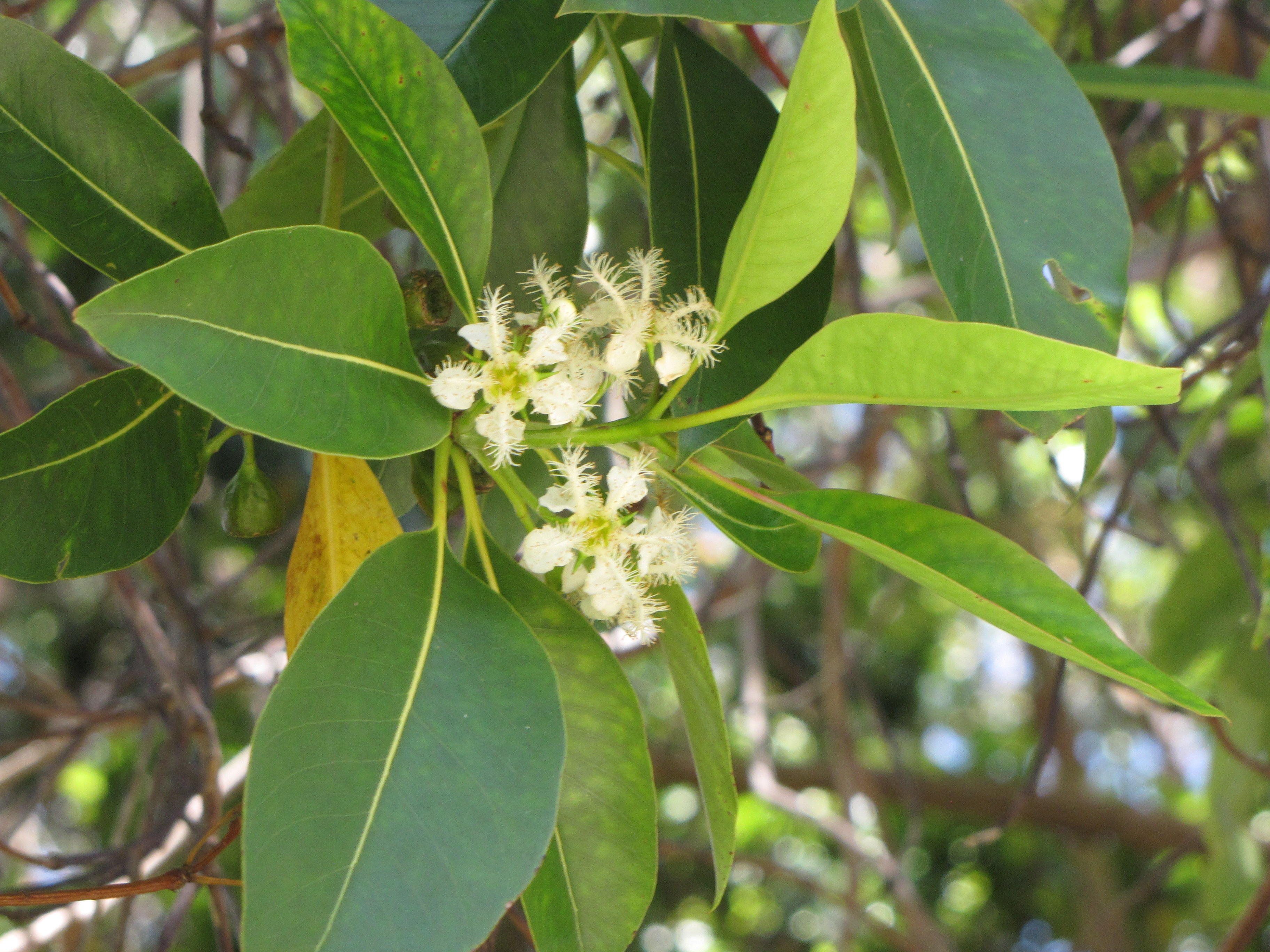
Lophostemon confertus, eine Nahrungspflanze der Raupen

Gastrophora henricaria ist ein in Australien vorkommender Schmetterling (Nachtfalter) aus der Familie der Spanner (Geometridae). 

## Merkmale

### Falter
Die Flügelspannweite der Falter beträgt 54 bis 64 Millimeter, wobei die Männchen etwas kleiner als die Weibchen sind. Zwischen den Geschlechtern besteht ein leichter Sexualdimorphismus. Die Grundfarbe der Vorderflügeloberseite variiert von ockerbraun bis hin zu mausgrau. Der Apex ist sehr spitz. Bei den Männchen erstreckt sich ein schmaler, gerader, schwarzbrauner Querstreifen durch die Diskalregion, der bei den Weibchen fehlt oder nur sehr schwach angedeutet ist. Die innere Querlinie ist ebenso wie die äußere in kleine schwarze Punkte aufgelöst oder fehlt völlig. Die Fransen sind schwarz. Von der kräftig orangefarbenen Hinterflügeloberseite hebt sich die schwarze Basalregion ab. Ein mittleres Querband sowie eine aus Punkten gebildete äußere Querlinie sind ebenfalls schwarz gefärbt. Nur bei den Weibchen ist die Submarginalregion hell grauweiß. Auf der teilweise orangefarbenen Unterseite der Vorderflügel hebt sich bei beiden Geschlechtern ein sehr großer schwarzblauer Augenfleck ab. Hingegen ist die Hinterflügelunterseite zeichnungslos hell graubraun gefärbt. Die Fühler der Männchen sind beidseitig bewimpert, die der Weibchen sind fadenförmig.

### Raupe
Ausgewachsene Raupen sind graubraun gefärbt und zeigen auf dem dritten Körpersegment knospenartige Tuberkel. Die Rückenlinie ist in pfeilförmige dunkle Flecke aufgelöst. In gestreckter Haltung wirken die Raupen wie ein abgebrochener Zweig und sind so hervorragend vor Fressfeinden geschützt.

### Ähnliche Arten
Aufgrund der sehr markanten Zeichnung sind die Falter von Gastrophora henricaria unverwechselbar.

## Verbreitung und Lebensraum
Die Verbreitung der Art erstreckt sich entlang der Südostküste Australiens. Gastrophora henricaria besiedelt bevorzugt buschige Waldränder.

## Lebensweise
Die Falter sind nachtaktiv. Sie sind das gesamte Jahr hindurch anzutreffen, schwerpunktmäßig im November. Sie besuchen künstliche Lichtquellen. Die Raupen ernähren sich von den Blättern von Eukalyptenarten sowie von der zu den Myrtengewächsen (Myrtaceae) zählenden Lophostemon confertus.